# Яготово
Яготово — деревня в Большереченском районе Омской области. Входит в состав Почекуевского сельского поселения.

## История
В 1928 г. состояла из 60 хозяйств, основное население — русские. В составе Коршуновского сельсовета Евгащинского района Тарского округа Сибирского края.

## Население
| 1926 | 2002 | 2010 | 2021 |
| ---- | ---- | ---- | ---- |
| 396  | ↘223 | ↘170 | ↘124 |

Национальный состав
Согласно результатам переписи 2002 года, в национальной структуре населения русские составляли 98 %.